# 岡野結城子
岡野 結城子（おかの ゆきこ、昭和44年10月15日 -）は、日本の外交官。

## 人物
神奈川県出身。元々は理系だったが、イギリスへ留学してから外交官や国際関係の仕事に興味を持つようになり、文転。京都大学法学部に入学。京大法学部在学中は佐藤幸治の憲法や高坂正堯の国際政治などを学び、剣道部に所属していた。1993年3月に京大法学部卒業後、外務省入省。条約局国際協定課配属。条約の締結作業に従事。1994年からケンブリッジ大学へ留学。社会政治科学の学位を修得。2024年1月より大臣官房審議官（国際協力局、アジア大洋州局南部アジア部、地球規模課題担当）を、同年8月より外務報道官・広報文化組織国際文化交流審議官（大使）を務める。

## 略歴
- 平成5年4月　外務省入省。条約局国際協定課[3]
- 平成6年　ケンブリッジ大学へ留学[3]
- 平成23年4月　経済協力開発機構日本政府代表部 参事官
- 平成26年6月　東南アジア諸国連合日本政府代表部 参事官
- 平成29年9月　国際協力局国別開発協力第一課長
- 令和元年9月　大臣官房会計課長
- 令和3年6月　大臣官房政策立案参事官（報道・広報・文化交流担当）（外務副報道官）、兼アジア大洋州局
- 令和5年10月　大臣官房参事官兼国際協力局（国際協力事業安全対策統括担当、地球規模課題担当）（大使）兼アジア大洋州局南部アジア部
- 令和6年1月　大臣官房審議官（国際協力局、アジア大洋州局南部アジア部、地球規模課題担当）
- 同年8月　大臣官房国際文化交流審議官（大使）

## 同期
- 今西淳（23年ドバイ総領事）
- 今福孝男（24年大臣官房審議官）
- 大河内昭博（24年大臣官房審議官（アジア大洋州局、アジア大洋州局南部アジア部担当））
- 林誠（24年大臣官房審議官（経済局、アジア大洋州局、アジア大洋州局南部アジア部担当））